# Sportski kompleks Samuel Kanyon Doe
Sportski kompleks Samuel Kanyon Doe je liberijski višenamjenski stadion koji se nalazi u četvrti Paynesville, u glavnom gradu Monroviji. Stadion je izgrađen 1986. godine a ime je dobio po bivšem liberijskom predsjedniku Samuelu Doeu. Stadion se većinom koristi za nogometne utakmice a ima izgrađenu i atletsku stazu. Kapacitet stadiona iznosi 30.000 posjetitelja.
U rujnu 2005. je započela renovacija stadiona čiji je cijeli projekt iznosio 7,6 milijuna USD. Obnovu sportskog kompleksa je izvela kineska tvrtka Hunan Constructing Engineering Group Corporation koja je u Kini među 60 najvećih graditeljskih tvrtki.

## Vanjske poveznice
- Fussballtempel.net  Arhivirana inačica izvorne stranice od 13. veljače 2012. (Wayback Machine)